# Liste der Gedenktafeln in Berlin-Britz
Die Liste der Gedenktafeln in Berlin-Britz enthält die Namen, Standorte und, soweit bekannt, das Datum der Enthüllung von Gedenktafeln.
Die Liste ist nicht vollständig.

## Britz
| Bild | Name                | Standort                | Datum der Enthüllung |
| ---- | ------------------- | ----------------------- | -------------------- |
|      | Carl Elsasser       | Tempelhofer Weg 9       |                      |
|      | Fächerblattbaum     | Gutspark Britz          |                      |
|      | Fette Henne         | Buckower Damm 160       |                      |
|      | Hanno Günther       | Onkel-Bräsig-Straße 108 |                      |
|      | Fritz Hoffmann      | Onkel-Bräsig-Straße 79  |                      |
|      | Erich Mühsam        | Dörchläuchtingstraße 50 |                      |
|      | NS-Opfer            | Onkel-Bräsig-Straße     |                      |
|      | Schloss Britz       | Gutspark Britz          |                      |
|      | Heinrich Vogeler    | Onkel-Bräsig-Straße 138 |                      |
|      | Zwangsarbeiterlager | Onkel-Bräsig-Straße 2   | 24. April 2023       |